# Llista de lleis romanes
Llista de les lleis romanes més representatives, s'anomenen, normalment, pels personatges que les van proposar; els noms de les lleis es donen com a norma general en llatí:
| Índex A B C D E F G H I J K L M N O P Q R S T U V W X Y Z |

- Acilta de coloniis deducendis.[2]
- Actlia, vegeu Repetundae
- Acilia Calpurnia, vegeu també Ambitus
- Acilia de coloniis deducendis
- Acilia repetundarum
- Acilia Minutia
- Lex Aebutia de formulis
- Lex Aebutia de magistratibus extraordinariis
- Aelia
- Aelia de coloniis deducendis.[3]
- Aelia de jure comitiorum
- Aelia Sanctia
- Aelia Sentia
- Aelia de Statilio
- Aemilia Baebia, vegeu Baebia Aemilia
- Aemilia de censoribus
- Aemilia cibaria, vegeu també lleis sumptuàries
- Aemilia Lepidi, vegeu també lleis sumptuàries
- Aemilia Scauri, vegeu també lleis sumptuàries
- Aemilia de terminis
- Agrariae. Hi va haver diverses lleis agràries:
  - lex Apuleia agraria
  - Lex Cassia agraria
  - Lex Cornelia agraria
  - Lex Flaminia agraria
  - lex Flavia agraria
  - Lex Julia agraria
  - Lex Licinia agraria
  - Lex Mamilia agraria
  - Lex Sempronia agraria
  - Lex Servilia agraria
  - Lex Thoria agraria
- Ambitus o suborn
- Ampia o Ampia Labiena
- Annales leges
- Antia sumptuaria, vegeu també lleis sumptuàries
- Antistia de sufragiis
- Antonia de suffragiis
- Antonia de thermensibus
- Antoniae, proposades per Marc Antoni.
  - Antonia de dictadura
  - Antonia judiciaria
  - Antonia de nomine mensis Julii
  - Antonia de majestatis
  - Antonia de sacerdotiis
- Apuleia, llei que establia garanties pels que pagaven per damunt de la seva part.
- Apuleia agraria, llei proposada pel tribú de la plebs Luci Apuleu Saturní l'any 101 aC.
- Apuleia de auro tholosano
- Apuleia de coloniis deducendis.[4]
- Apuleia frumentaria, llei proposada pel tribú de la plebs Luci Apuleu Saturní l'any 101 aC sobre el luxe
- Apuleia de majestatis, vegeu també Majestas
- Apuelia de Metello
- Aquilia, llei sobre les accions per reclamar danys
- Aquilia de dolo malo
- Aternia Tarpeia
- Atia de sacerdotiis
- Atelia Marcia
- Atilia, llei relacionada amb la tutoria
- Atilia de dedititiis
- Atilia Martia
- Atinia de tribunis
- Atinia de usucapionibus
- Aufidia de ambitu, vegeu també Ambitus
- Aufidia de feris africanis
- Aurelia judiciaria
- Aurelia tribunicia o Aurelia de tribunis plebis

- Leges Baebiae, establertes pels cònsols Marc Bebi Tàmfil i Publi Corneli Ceteg l'any 192 aC.
  - Baebia Aemilia
  - Baebia Cornelia de ambitu, vegeu també Ambitus
  - Baebia de praetoribus

- Caduciaria, vegeu Julia et Papia Poppaea
- Caecilia de censoribus
- Caecilia de fullonibus
- Caecilia de vectigalibus
- Caecilia Didia
- Caecilia de iure italiae
- Caecilia, llei establerta per Publi Sul·la i Publi Autroni Pet
- Caecilia repetundarum, vegeu Calpurnia de repetundis
- Caecilia de suffragiis
- Caelia tabellaria, vegeu també lleis tabel·làries
- Callidia de Metello
- Calpurnia de ambitu
- Calpurnia de condictione
- Calpurnia de repetundis
- Canuleia
- Cassia, nom de diverses lleis.
- Cassia agraria, llei agrària proposada pel cònsol Espuri Cassi Viscel·lí l'any 486 aC.[5]
- Cassia de Pauli triumpho
- Cassia de senatu
- Cassia de senatu suplendo
- Cassia de suffragiis o Cassia tabellaria, vegeu també lleis tabel·làries
- Cassia Terentia frumentaria, vegeu també lleis frumentàries
- Cincia
- Claudia (tutela legítima)
- Claudia de colonia Novi Comi
- Claudia de comitiis
- Claudia de foenore
- Claudia de liberale causa
- Claudia de re nummaria
- Claudia de senatoribus o Claudia de senaturum quaestu
- Claudia de sociis
- Claudia de senatu cooptando haesinorum.[6]
- Claudia de tutelis
- Clodiae, lleis aprovades per diversos plebiscits proposats per Publi Clodi Pulcre quan era tribú de la plebs l'any 58 aC
  - Clodia de auspiciis
  - Clodia de censoribus, vegeu Caecilia de censoribus
  - Clodia de civibus romanis interemptis
  - Clodia de collegiis
  - Clodia de comitiis
  - Clodia frumentaria
  - Clodia de injuris publicis
  - Clodia de intercessione
  - Clodia de Pessinumtio sacerdotio
  - Clodia de sodalitatibus o de collegiis
  - Clodia de libertinorum suphragiis.[7]
  - Clodia de Marcus Tullius
  - Clodia de provinciis
  - Clodia de rege ptolemaeo et de exsulibus byzantinis.[8][9][10]
  - Clodia de vi
- Coelia, vegeu Caelia
- Commissoria lex
- Corneliae, són una sèrie de lleis romanes dictades per diferents membres de la Gens Cornèlia durant la república Romana.[11]
  - Cornelia agraria
  - Cornelia de captivis
  - Cornelia de civitate o Cornelia de municipiis
  - Cornelia de falsis
  - Cornelia de injuriis
  - Cornelia judiciaria
  - Cornelia de judiciis corruptis
  - Cornelia de legatis magistratuum provincialium
  - Cornelia de limitibus
  - Cornelia de lusu
  - Cornelia de magistratibus
  - Cornelia de majestatis
  - Cornelia monetaria
  - Cornelia de plagiariis
  - Cornelia de proscriptiones et proscriptis
  - Cornelia de provinciis ordinandis.[12]
  - Cornelia de provinciarum magistratibus
  - Cornelia de parricidis, vegeu Cornelia de sicariis et veneficis
  - Cornelia de questoribus
  - Cornelia de rejectione judicum.[13]
  - Cornelia de repetundis.[14]
  - Cornelia de sacerdotiis
  - Cornelia de sententia ferenda.[15] Probablement era part de la lex Cornelia judiciaria.
  - Cornelia de sicariis et veneficis
  - Cornelia de Sponsoribus
  - Cornelia de sumptibus vegeu també lleis sumptuàries
  - Cornelia sumptuaria vegeu també lleis sumptuàries
  - Cornelia testamentaria, vegeu Cornelia de falsis
  - Cornelia tribunicia o Cornelia de tribunis
  - Cornelia unciaria, llei sobre ls rebaixes dels tipus d'interès.[16]
  - Cornelia de vadimonio, sobre la compareixença ala tribunals.
  - Cornelia de vi publica
- Altres Leges Corneliae
- Cornelia de bello Antiochi
- Cornelia de Caius Marius
- Cornelia de jurisdictiones praetorum
- Cornelia de Marcus Tullius
- Cornelia de Novis tabellis o Cornelia de novus tabulis
- Cornelia de patriciis
- Cornelia de soluto legibus
- Cornelia Baebia de ambitu
- Cornelia et Caecilia de Cn. Pompeio
- Cornelia Fulvia
- Cottia, vegeu Aurelia judiciaria
- Curia
- Curiata lex de imperio, vegeu llei curiada
- Curiata lex de adoptione.[17][18][19]

- Decemviralis, vegeu Lleis de les dotze taules
- Decia de duumviris navalibus.[20]
- Decimaria
- Didia de trinundinus, vegeu Caecilia Didia
- Didia sumptuaria vegeu també lleis sumptuàries
- Domitia de sacerdotiis
- Duilia
- Duilia Maenia
- Duilia Maenia de unciario foenore
- Duodecim tabularum (Lleis de les dotze taules)

- Fabia agraria
- Fabia de ambitu
- Fabia plagiariis
- Fabia de numero sectatorum.[21]
- Fabia de terminis, vegeu Mamilia de limitibus
- Falcidia
- Fannia sumptuaria, vegeu també lleis sumptuàries
- Fannia, vegeu Junia de peregrinis
- Flaminia o Flaminia agraria
- Flavia agraria
- Flavia de Tusculanis
- Frumentariae, vegeu lleis frumentàries
- Fufia o Fufia de religione, datada l'any 61 aC, va ser un privilegium relacionat amb el judici de Publi Clodi
- Fufia de comitiis
- Fufia judiciaria, només la menciona Dió Cassi. Tractava sobre el secret del vot dels decurions
- Fulvia
- Furia de aedilibus
- Furia Atilia
- Furia Caninia o Fusia Caninia
- Furia de faenore.[22]
- Furia de iura campanorum
- Furia de sponsoribus, regulava els drets del fiador, el que assumia el deute d'un altre.
- Furia testamentaria o Fusia testamentaria
- Fusia de comitiis
- Fusia de comitiis tributis

- Gabinia de nocturnis coetibus
- Gabinia de piratis
- Gabinia de Senatu
- Gabinia de suffragiis
- Gabinia tabellaria, vegeu també lleis tabel·làries
- Gabinia de usuris
- Gellia Cornelia
- Genutia Aemilia
- Genutia de consolibus
- Genutia de faenore
- Genutia de magistratibus
- Glaucia
- Glicia

- Hieronica
- Hirtia de pompeianis.[23]
- Horatia de Caia Terratia
- Horatia de magistratibus
- Horatia de provocatione
- Horatia Valeria
- Hortensia de nundinis
- Hortensia de plebiscitis.
- Hostilia de furtis

- Icilia
- Icilia de Aventino monte
- Icilia de tribunis

- Juliae, eren les lleis que van ser aprovades en temps de Juli Cèsar i d'Octavi (August)
  - Julia de adulteriis
  - Julia agraria
  - Julia de ambitu
  - Julia de annona.[24]
  - Julia de bonis cedendis o Julia de cessione bonorum
  - Julia caducaria, vegeu Julia et Papia Poppaea
  - Julia de caede et veneficio, vegeu Julia de vi publica
  - Julia de civitate italis
  - Julia de colonis
  - Julia de fenore, o Julia de pecuniis mutuis o Julia de pecuniis creditis
  - Julia de fundo dotali, vegeu Julia de adulteriis
  - Julia judiciaria
  - Julia de liberis legationibus.[25]
  - Julia de limitibus
  - Julia de majestatis.[26]
  - Julia de manumissionibus
  - Julia de maritandis ordinibus, vegeu Julia et Papia Poppaea
  - Julia Miscella
  - Julia municipalis
  - Julia de modo credendi possidendique intra Italiam
  - Julia de modo pecuniae possidendae
  - Julia et Papia Poppaea
  - Julia de patronorum numero
  - Julia de peculatus
  - Julia et Plautia
  - Julia Papiria
  - Julia de provinciis
  - Julia de publicanis[27]
  - Julia proscriptorum
  - Julia repetundarum
  - Julia de residuis
  - Julia de sacerdotiis.[28]
  - Julia de sacrilegis
  - Julia Sempronia
  - Julia sumptuaria
  - Julia theatralis
  - Julia et Titia
  - Julia de usucapionibus
  - Julia de veneno
  - Julia de vi publica
  - Julia de vi privata
  - Julia vicesimaria, o Julia de vicesima haeritatum
- Junia de Italia incolenda
- Junia de legibus militaribus
- Junia Licinia, vegeu Licinia Junia
- Junia Norbana
- Junia de peregrinis
- Junia Petronia o Junia Patronia
- Junia de regio et consulare imperio
- Junia repetundarum
- Junia Velleia

- Labiena
- Laetoria, llei sobre la curatela
- Laetoria de plebeii magistratibus
- Licinia Aebutia, vegeu Aebutia Licinia
- Licinia Cassia
- Licinia de foenore
- Licinia Junia
- Licinia de ludis Apollinaribus.[29]
- Licinia de magistratibus
- Licinia Mucia o Licinia Mucia de civibus regundis
- Licinia de sacerdotiis.[30]
- Licinia de sodalitiis
- Liciniae-Sextiae, proposades pels tribuns Gai Licini Calvus Estoló i Luci Sexti Sextí Laterà, que establien l'abolició dels tribuns amb potestat consular a l'antiga Roma. Permetien l'accés dels plebeus a moltes magistratures.
  - Licinia Sextia de agrorum
  - Licinia Sextia de foenore
  - Licinia Sextia de magistratibus
  - Licinia Sextia de sacerdotibus
- Licinia sumptuaria, vegeu lleis sumptuàries
- Licinia de creandis triumviris epulonibus, creava el triumvir epuló
- Liviae, lleis instades per Marc Livi Drus, tribú de la plebs l'any 91 aC.
  - Livia de colonis
  - Livia de decemviris
  - Livia frumentaria
  - Livia judiciaria
  - Livia de re nimaria
  - Livia de sociis
  - Livia de vectigalibus
- Lutatia de vi

- Maenia de autoritate patrum
- Maenia de civitate
- Maenia de comitiis
- De magistris aquarum
- Mamilia de coloniis
- Mamilia de limitibus o Mamilia finium regundorum
- Mamilia de senatoribus o Mamilia de Jugurthae fautoribus
- Manilia de epulonibus
- Manilia de bello Mithridatico
- Manilia de suffragiis o Manilia de libertinorum suffragiis
- Manilia de vicesima manumisorum, vegeu Manlia de vicesima manumisorum
- Maniliae, una sèrie de reglaments, normes o lleis establerts per Marc Manili quan va ser cònsol l'any 149 aC
- Manlia de Caius Marius
- Manlia de vicesima manumisorum
- Martia, cap a l'any 352 aC "ad versus feneratores" (contra els usurers).[31][32]
- Martia agraria
- Martia Atinia
- Martia de liguribis.[33]
- Martia de statellis
- Martia de magistratibus
- Maria de re numaria
- Maria de suffragiis o Maria de ambitus
- Maria Porcia
- Marita, vegeu Julia et Papia Poppaea
- Memmia
- Memmia de calumniatoribus, vegeu Remmia
- Memmia de reis postulandis
- Menenia Sextia
- Mensia
- Messia.[34]
- Metelia
- Metelia de fullonibus, vegeu Caecilia de fullonibus
- Metilia
- Militaris sacrata
- Minucia
- Minucia de triumviris mensariis
- Muneralis, vegeu Cincia

- Nervae agraria.[35]
- Numae

- Octavia
- Ogulnia
- Oppia, vegeu també lleis frumentàries
- Optima
- Orquia, vegeu també lleis sumptuàries
- Othonia
- Ovinia

- Pacuvia
- Paetelia de ambitu
- Paetelia Papiria
- Paetillia de pecunia regis Antiochi
- Paetinia de servis, vegeu Junia Petronia
- Pagana
- Papia decimaria, vegeu Julia et Papia Poppaea
- Papia de civitate, vegeu Papia de peregrinis
- Papia de incestu vestalium
- Papia de jure patronatus, vegeu Julia et Papia Poppaea
- Papia de peregrinis
- Papia Poppea, vegeu Julia et Papia Poppaea
- Papia de sociis et nomine latino
- Papia de vestalibus
- Papilia, vegeu Papia de vestalibus
- Papiria de assibus
- Papiria de civitate
- Papiria de consecratione
- Papiria Julia de mulctanum aestimatione
- Papiria de nexi, vegeu Paetelia Papiria
- Papiria Paetelia, vegeu Paetelia Papiria
- Papiria Plautia, vegeu Plautia Papiria
- Papiria de sacramento, vegeu Papiria de consecratione
- Papiria tabellaria
- Papiria de triumviris capitalibus
- Papiria de tribunis plebis
- Pedia de vi Caesaris interfectoribus
- Peducaea de incestu
- Peducaea de limitibus
- Pennia de peregrinis, vegeu Petronia de peregrinis
- Pesulania
- Petreia
- Petronia de peregrinis
- Petronia de servis, vegeu Junia Petronia
- Pinaria de ambitu
- Pinaria annalis, va ser una antiga llei romana aprovada l'any 130 aC a proposta del tribú de la plebs Marc Pinari Posca. Formava part de les Annales leges segons Ciceró. El seu contingut és una incògnita i només se sap que va portar a fortes discussions abans de ser aprovada.
- Pinaria Furia
- Plaetoria, vegeu Laetoria
- Plaetoria de praetore urbano o Plaetoria de jure dicundo
- Plautia de vi publica
- Plautia judiciaria
- Plautia de Reditu Lepidanorum
- Plautia Papiria
- Plotia agraria
- Plotia de exulibus
- Poblicia
- Pompeiae, diverses lleis establertes per Gneu Pompeu Magne
- Pompeia de ambitu
- Pompeia de civitate
- Pompeia judiciaria
- Pompeia de jure magistratum o Pompeia de magistratibus
- Pompeia de magistratibus bithyniorum
- Pompeia de parricidiis
- Pompeia de provinciis
- Pompeia de tribunis
- Pompeia de vi
- Popilia de vestalibus
- Porciae de capite civium
- Porcia de provinciis
- Publicia de cereis o Publicia de sponsoribus
- Publicia de lusu
- Publilia de censoribus
- Publilia Laetoria
- Publilia de legibus
- Publilia de plebiscitis
- Pupia

- Quinavicenaria, vegeu Laetoria
- Quinctia

- Regia o de Imperio principis, que va establir l'Imperi romà.
- Remmia
- Repetundarum o Repetundae
- Rhodia o rhodiorum de jactu
- Romiliae
- Roscia theatralis
- Rubria
- Rubrica
- Rupiliae o Rupilia
- Rutilia

- Sacratae
- Saenia
- Satura o Satyra
- Scantinia
- Scribonia de lusitanis
- Scribonia de usucapionibus
- Scribonia viaria
- Semproniae, lleis aprovades a proposta dels Gracs, Tiberi Semproni Grac (133 aC) i el seu germà Gai Semproni Grac (123 aC), tribuns de la plebs.
  - Sempronia de aere alieno, vegeu Sempronia de faenore
  - Sempronia agraria
  - Sempronia de capite civium
  - Sempronia de centuriis
  - Sempronia de coloniis
  - Sempronia frumentaria
  - Sempronia de faenore o de aere alieno
  - Sempronia de haereditate Attali
  - Sempronia judiciaria
  - Sempronia de judiciis
  - Sempronia de limitibus
  - Sempronia de magistratibus
  - Sempronia de militibus o militaris sacrata
  - Sempronia de provinciis
  - Sempronia de suffragis
  - Sempronia de viis muniendis
- Sentia
- Servilia de adulteriis et stupris
- Servilia agraria
- Servilia de civitate
- Servilia Glaucia de repetundis
- Servilia judiciaria
- Sextia de magistratibus
- Sextia Licinia agraria
- Sextia Licinia de faenore
- Sextia Licinia de sacerdotibus
- Sicinia de tribunis
- Silia
- Silvani et Carbonis o Silvania Carbonia
- Sulpiciae, lleis proposades per Publi Sulpici Ruf, tribú de la plebs, l'any 88 aC.
  - Sulpicia de aere alieno
  - Sulpicia de bello Macedonico
  - Sulpicia de bello Mothridatico
  - Sulpicia de Gaius Pontinius
  - Sulpicia de jure civitatis
  - Sulpicia Sempronia
- Sumptuariae, vegeu lleis sumptuàries

- Talaria
- Tapulia, una llei sobre banquets
- Tarpeia Aternia, vegeu Aternia Tarpeia
- Terentia Cassia, vegeu Cassia Terentia frumentaria
- Terentia de legibus consularis imperii
- Terentilia, vegeu Terentia de legibus consularis imperii
- Testamentariae, lleis relatives als testaments i disposicions testamentàries.
- Thoria
- Titia agraria, vegeu Titia de vectigalis
- Titia de donis et muneribus
- Titia de lusu
- Titia de quaestoribus
- Titia de triumviratus
- Titia de vectigalibus
- Titia de tutoribus, vegeu Julia et Titia
- Trebonia de Caesaris, vegeu Trebonia de provinciis consularibus
- Trebonia de provinciis consularibus
- Trebonia de tribunis
- Tribunitia
- Tullia de ambitu
- Tullia de lagationinus liberis

- Unciaria
- Valeria de arae alieno
- Valeria de defectione militum
- Valeria de dictadura Sullae
- Valeriae, lleis proposades cap a l'any 508 aC pel cònsol Publi Valeri Publícola.
- Valeriae et Horatiae
- Valeria Horatia
- Valeria Horatia de plebiscitis, vegeu Horatia Valeria
- Valeria Horatia de tribunis plebis
- Valeria de jure civitatis, vegeu Valeria de majestatis
- Valeria de jure suffragii
- Valeria de majestatis
- Valeria de proscriptione, vegeu Cornelia de proscriptiones et proscriptis
- Valeria de provocatione
- Valeria de quadrante, vegeu Valeria de arae alieno
- Valeria de quaestoribus
- Valeria de vectigalibus
- Varia, vegeu Valeria de majestatis
- Vatinia de colonis
- Vatinia popularis, vegeu Vatinia de repetundis
- Vatinia de provinciis
- Vatinia de rejectione judicum o Vatinia de alternis conciliis rejiciendis, vegeu Vatinia de repetundis
- Vatinia de repetundis
- Vectia Bolania, vegeu Vectibulici
- Vectibulici
- Vectii libici, vegeu Vectibulici
- Velleia de institutione haeredum, vegeu Junia Velleia
- Leges de vi, lleis sobre la força pública
- Viaria
- Vicesimaria, vegeu Julia de vicesima haeritatum
- Villia Annalis
- Villia Titia, vegeu Julia et Titia
- Vinaria, vegeu Viaria
- Viscellia o Visellia, vegeu Viselia
- Viselia
- Voconia
- Voleronia, vegeu Publilia Laetoria